# Natan

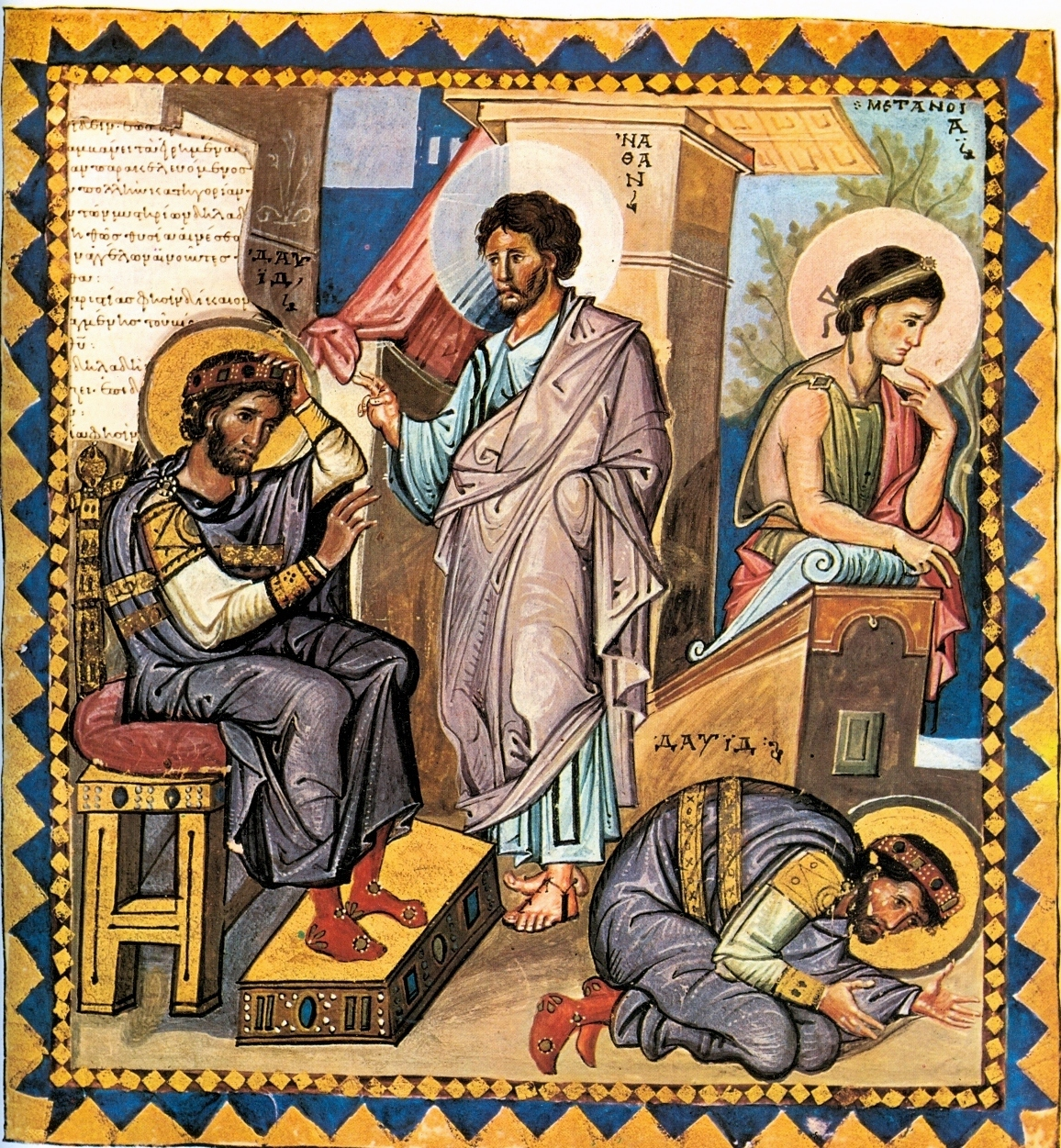
Natan rimprovera Davide dopo che questi ha peccato con Betsabea.

Natan è un profeta ebraico, operante al tempo del re Davide. Le sue opere sono raccontate nel Secondo Libro dei Re, nel Terzo Libro dei Re e nei Libri delle Cronache.

## Racconto biblico
Natan era un profeta di corte al tempo del re Davide. Viene presentato in 2Re 7,2 e 1Cronache 17,1 come consigliere di Davide, con il quale Davide riflette sul contrasto tra la sua confortevole casa e la tenda in cui è sistemata l'Arca dell'Alleanza. Natan quindi annuncia a Davide l'alleanza che Dio stava facendo con lui (2Re 7,4-17), un passaggio noto come l'Oracolo di Nathan, contrastando la proposta di Davide di costruire una casa (cioè un edificio) per l'Arca con il piano di Dio di costruire una casa (cioè una dinastia) per Davide. Più tardi, viene da Davide per rimproverarlo per aver commesso adulterio con Betsabea mentre era la moglie di Uria l'Ittita, la cui morte il re aveva disposto anche per nascondere la sua precedente trasgressione (2Re 12,7-14). 
Secondo le Cronache, Natan scrisse storie dei regni di Davide (1Cronache 29,29) e Salomone (2Cronache 9,29), e fu coinvolto nella musica del tempio (2Cronache 29,25).
In 1Re 1,8-45 è Natan che racconta al morente Davide del complotto di Adonia per diventare re, con il risultato che Salomone fu invece proclamato re. Natan presiede l'unzione del re Salomone. Il Midrash insegna che due seggi onorari fiancheggiavano il trono del re Salomone, uno per Natan e l'altro per Gad il Veggente.
Un libro perduto di Natan il Profeta è menzionato in 1 e 2 Cronache. Sebbene l'opera sembri essere andata perduta, alcuni ipotizzano che parte del suo contenuto sia stato incorporato nei Quattro Libri dei Re.